# Riserva regionale Montagne della Duchessa
La Riserva naturale regionale Montagne della Duchessa è un'area naturale protetta situata nel territorio montuoso delle Montagne della Duchessa (catena del Sirente-Velino), interamente compreso nel territorio del comune di Borgorose, nel Cicolano, in provincia di Rieti (Lazio orientale).  Istituita con la legge Regionale 70/90 ed estesa per circa 3500 ettari, rientra nel sistema delle Aree Protette della Regione Lazio, con il confine orientale e meridionale che coincide con quello regionale della limitrofa regione Abruzzo, sovrapponendosi a quello del Parco naturale regionale Sirente-Velino, assieme al quale protegge un unicum ecologico rappresentativo dell'ecosistema appenninico. 

## Territorio
Il territorio della riserva è interamente compreso nell'area montana delle Montagne della Duchessa (o Monti della Duchessa), una breve dorsale montuosa dell'Appennino abruzzese in territorio laziale (Cicolano - provincia di Rieti), al confine con l'Abruzzo ad est (catena del Sirente-Velino con il gruppo del Monte Velino - Marsica - provincia dell'Aquila), interamente comprese nel territorio del comune di Borgorose, che presenta diverse cime montuose che superano i 2000 m di quota.

## Ambiente

### Flora
Nella Riserva sono presenti vari tipi di vegetazione legati a fattori ecologici quali la quota, l'esposizione, la natura della roccia madre e il tipo di suolo, e dall'uso passato da parte dell'uomo.
Semplificando la complessità della realtà vegetale, in generale all'aumentare della quota si passa da boschi più o meno termofili (letteralmente “amanti del caldo”) a boschi mesofili (tipici di stazioni con condizioni termiche intermedie) e microtermi (tipici di stazioni con temperature molto basse), che lasciano poi il posto agli arbusteti e alle praterie d'alta quota.
Nel 2005, la regione ha individuato due siti di interesse comunitario (SIC) all'interno della riserva: l'area sommitale dei Monti della Duchessa (IT6020020) di circa 1173 ha e il Vallone Cieco e Bosco di Cartore (IT6020021) estesi su un'area di 521 ha. Tali aree aumentano il monitoraggio e la tutela dei Monti della Duchessa, a rischio di impoverimento floristico per l'uso a pascolo eccessivo e l'espansione antropica. Si sta preparando il Piano di Gestione dei SIC e della ZPS all'interno della riserva.

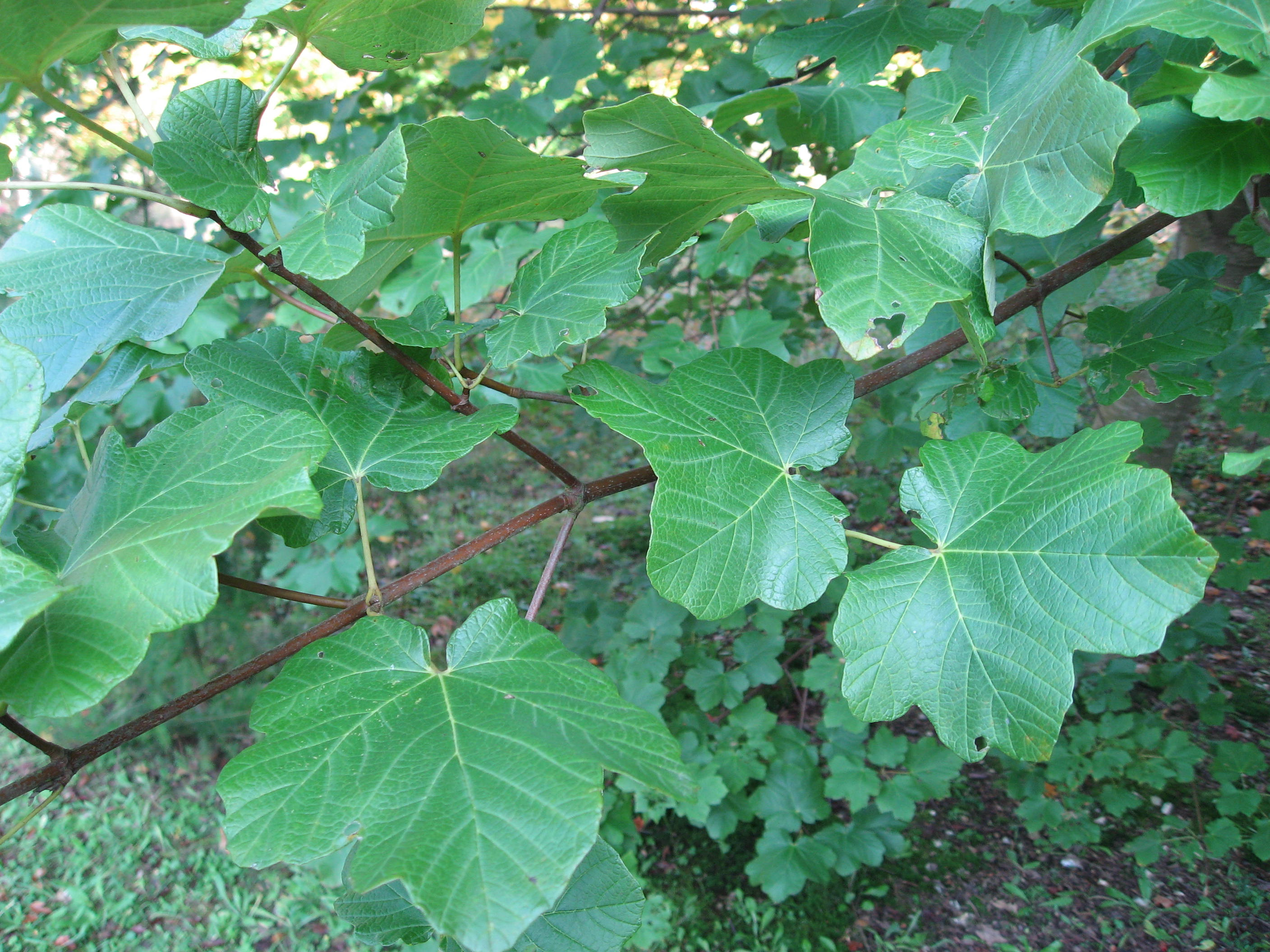
Acer opalus

#### Piano collinare
Nel piano collinare e nel piano basso montano, fino a circa 1000–1100 m, sono presenti querceti termofili caratterizzati dalla roverella (Quercus pubescens) o dal cerro (Quercus cerris), a cui si accompagnano il carpino nero (Ostrya carpinifolia), l'acero opalo (Acer opalus) e l'acero di Montpellier (Acer monspessulanum). Sempre in questo piano altitudinale, i campi coltivati fino agli anni cinquanta e poi abbandonati e le aree in passato completamente disboscate sono oggi occupate da arbusteti termofili a ginepro comune (Juniperus communis), ginepro ossicedro (Juniperus oxycedrus), prugnolo (Prunus spinosa) e altri arbusti termofili o meso-termofili. Nel piano montano intermedio sono presenti soprattutto boschi mesofili di latifoglie misti caratterizzati ancora dal cerro ma soprattutto dal carpino nero, dall'orniello (Fraxinus ornus), dall'acero opalo, dal nocciolo (Corylus avellana) e da alcuni sporadici faggi (Fagus sylvatica).

#### Piano montano

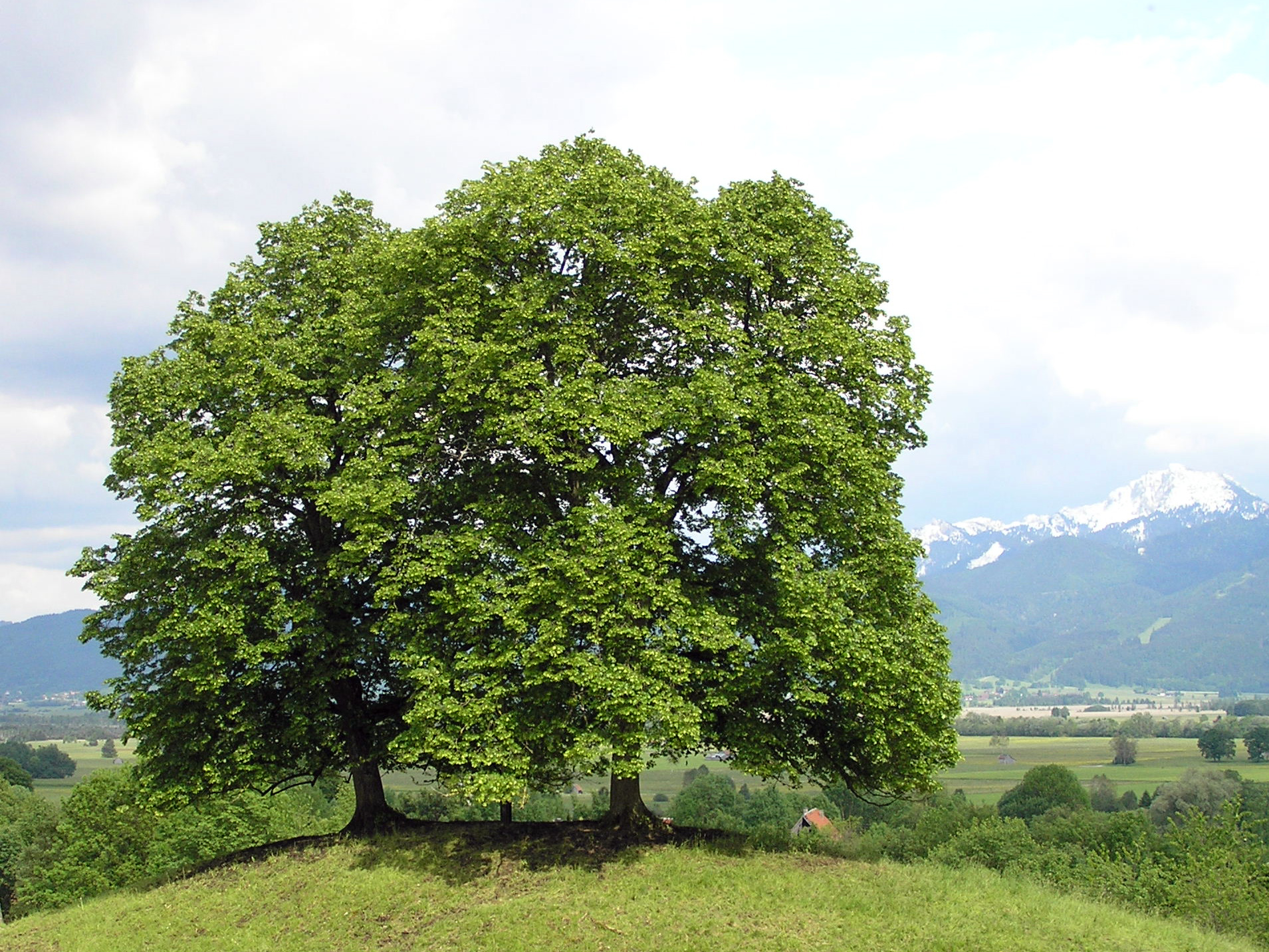
Tilia cordata

Salendo verso il piano alto montano il faggio diviene prevalente sulle altre latifoglie; in questo piano altitudinale sono infatti presenti boschi di faggio (sia cedui sia fustaie) in cui la specie dominante è accompagnata da acero montano (Acer pseudoplatanus), carpino nero, acero riccio (Acer platanoides). Intorno a circa 1650–1700 m la faggeta viene sostituita da arbusteti a ginepro nano (Juniperus nana) e poco oltre dalle praterie mesofile a Festuca nigrescens. Sulle pareti rocciose situate tra 900 e 1300 m ed esposte verso i quadranti meridionali sono presenti colonie di leccio (Quercus ilex). Nei fondivalle umidi e freschi vegetano il tiglio (Tilia cordata), il frassino maggiore (Fraxinus excelsior) e l'olmo montano (Ulmus glabra). Infine nel fondo della Val di Teve sono presenti alcuni individui della rara betulla (Betula pendula), testimonianza di una vegetazione forestale antica legata agli ultimi cicli glaciali.

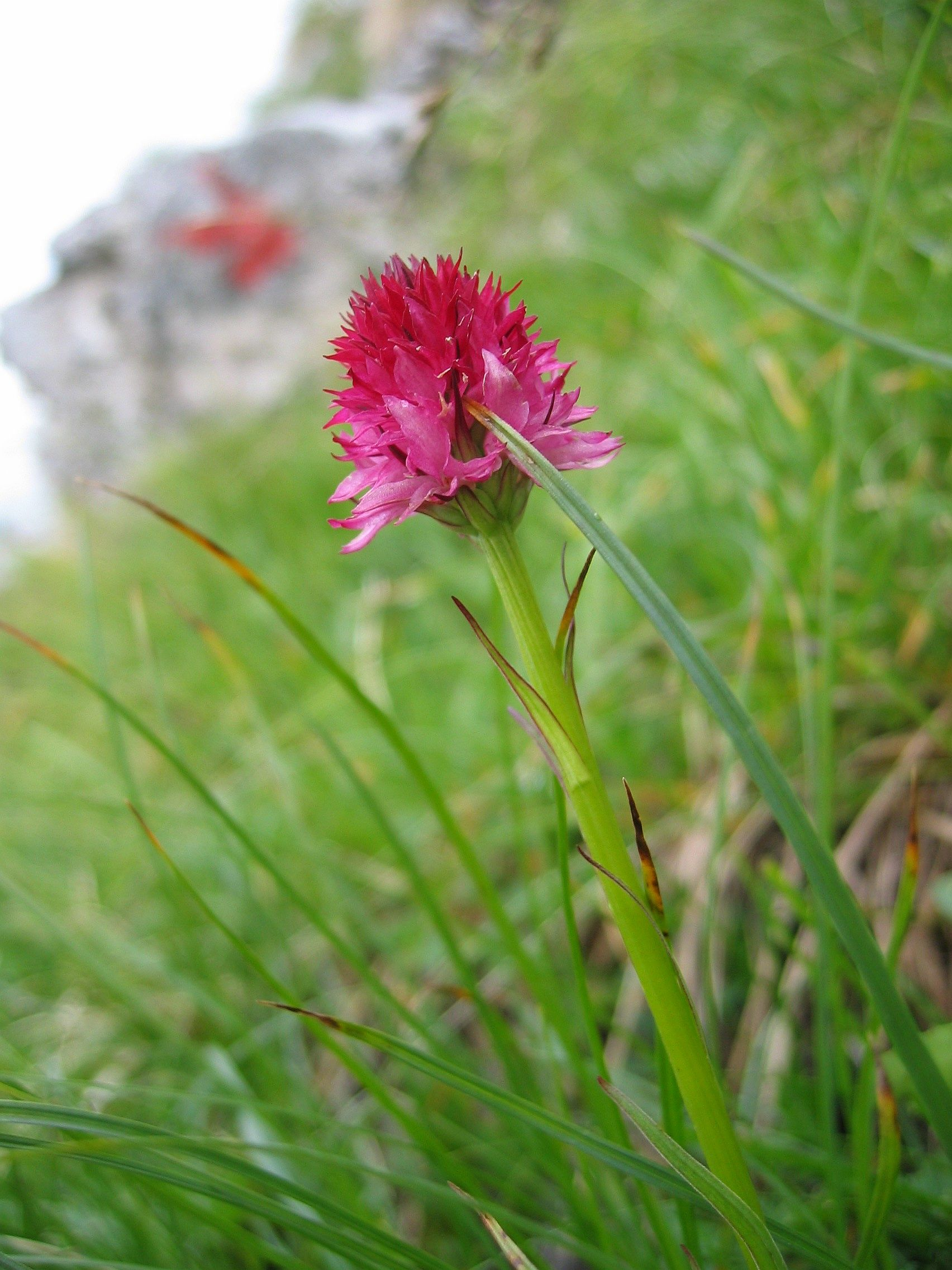
Nigritella rubra subsp. widderi

#### Specie di particolare interesse fitogeografico
Nel territorio della Riserva sono state censite più di 500 specie vegetali. Tra le specie più rare ed interessanti si segnalano: Dryopteris villari subsp. villari, Paeonia officinalis subsp. villosa, Matthiola italica, Saxifraga ascendens subsp. parnassica, Saxifraga exarata subsp. ampullacea, Alchemilla plicatula, Amelanchier ovalis subsp. cretica, Astragalus danicus, Grafia golaka, Ligusticum lucidum subsp. cuneifolium, Gnaphalium diminutum, Tragopogon pratensis subsp. minor, Fritillaria tenella, Allium lineare, Luzula sieberi subsp. sicula, Arrhenatherum elatius subsp. sardorum, Nigritella rubra subsp. widderi, Corallorhiza trifida.

### Fauna
La fauna della riserva è rappresentata da un abbondante numero di specie; finora sono state censite 227 specie di insetti, 9 specie di anfibi, 10 specie di rettili, 97 specie di uccelli, 38 specie di mammiferi. Tale ricchezza è imputabile alla collocazione geografica dell'area in esame, che coincide con il punto di unione di almeno tre potenziali direttrici di spostamento della fauna selvatica: Sirente-Velino, Monti Simbruini-Monti Carseolani-Monti del Cicolano, Monti della Laga-alta Valle dell'Aterno-complesso del Monte Nuria; grazie alla sua posizione il comprensorio delle Montagne della Duchessa è dunque un'area di eccezionale valenza biogeografica.

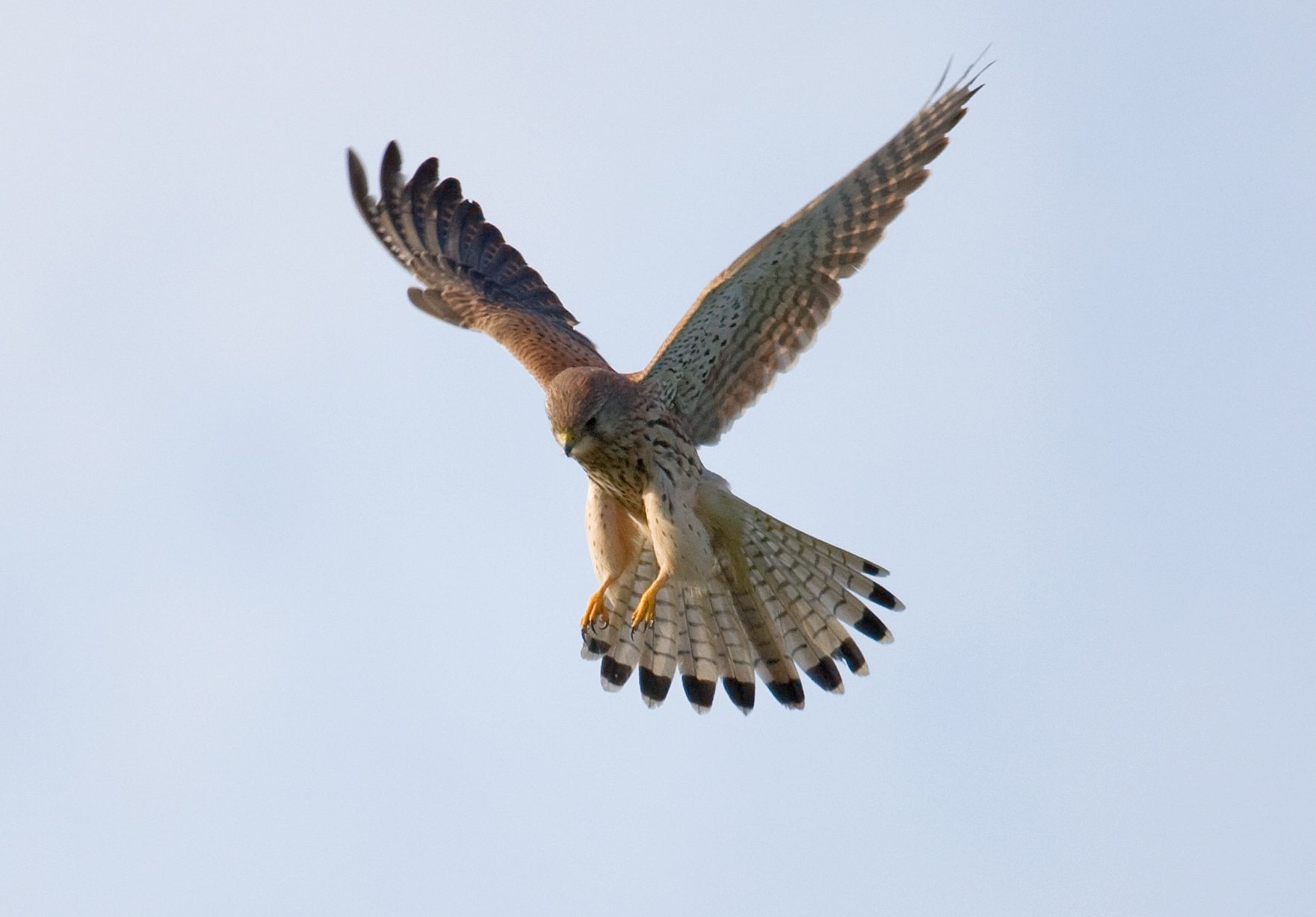
Gheppio

#### Avifauna
Tra le 97 specie di uccelli censite nella riserva, 81 risultano nidificanti. Tra i rapaci è facile osservare il gheppio, il falco pellegrino, il lanario, il falco lodolaio e la poiana. L'aquila reale compare solo di passaggio, essendo nidificante sul vicino monte Velino. Tra i rapaci notturni si rilevano anche il barbagianni, la civetta, l'allocco ed il rarissimo gufo reale. 
Per i visitatori della Riserva è quasi scontato avvistare il grifone, presente con una numerosa colonia, risultato della buona riuscita di un progetto di reintroduzione eseguito negli ultimi quindici anni alle falde del Velino dal Corpo Forestale dello Stato.
Nelle boscaglie si possono avvistare ghiandaie, picchi e nelle zone di bassa quota, nel periodo estivo, l'upupa. Molto importante è la presenza in quota della coturnice, sopravvissuta malgrado la forte pressione venatoria subita prima dell'istituzione dell'area protetta. Lungo le sponde del lago si possono incontrare alcuni Anatidi migratori occasionali come il germano reale, la moretta e la marzaiola.

#### Grandi mammiferi

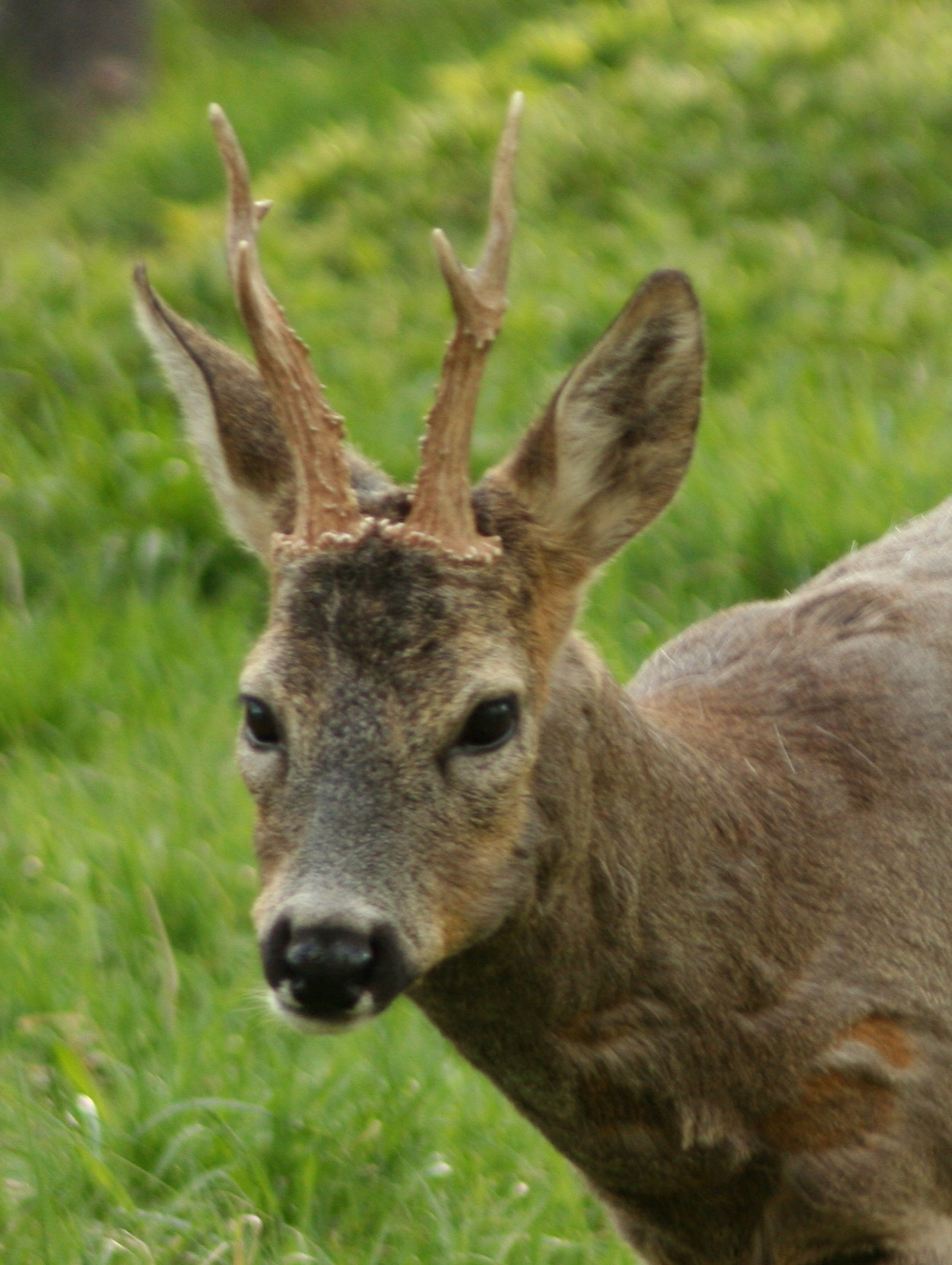
Capriolo

Tra gli ungulati, oltre alla presenza dell'ubiquitario cinghiale, c'è da segnalare quella del cervo, insediatosi nella Riserva in seguito ad un intervento di reintroduzione effettuato dal Corpo Forestale dello Stato nella limitrofa Riserva naturale Monte Velino agli inizi degli anni novanta. Si segnala anche la presenza del capriolo, giunto spontaneamente per l'espansione delle popolazioni presenti in territorio abruzzese.
I carnivori sono rappresentati dalla faina, dal tasso, dalla martora (ritenuta scomparsa e di recente individuata in almeno due località), dall'elusivo gatto selvatico e da almeno un branco di lupi appenninici. L'orso bruno marsicano ha lasciato segni del suo passaggio, ma la ridotta estensione della riserva induce a considerarlo come specie occasionale o di transito dal Velino-Sirente.

#### Fauna minore
Tra i piccoli mammiferi si ritrovano lo scoiattolo, la donnola, il moscardino, il toporagno, il quercino, l'arvicola terrestre. Nelle praterie di altitudine è presente l'arvicola delle nevi, la cui distribuzione nel resto dell'Appennino Centrale (Sibillini, Gran Sasso e Maiella) è frutto degli ultimi eventi glaciali. Nelle grotte della Riserva sono presenti numerose specie di Chirotteri di particolare rarità. Tra i rettili sono presenti la vipera dell'Orsini, che frequenta i pascoli steppici di alta quota e si nutre prevalentemente di Ortotteri, la vipera comune, il biacco e l'orbettino; per gli anfibi segnaliamo il tritone crestato, presente con una cospicua popolazione nel Lago della Duchessa.

## Sede
La sede legale della riserva regionale si trova a Corvaro di Borgorose (RI).

## Accessibilità

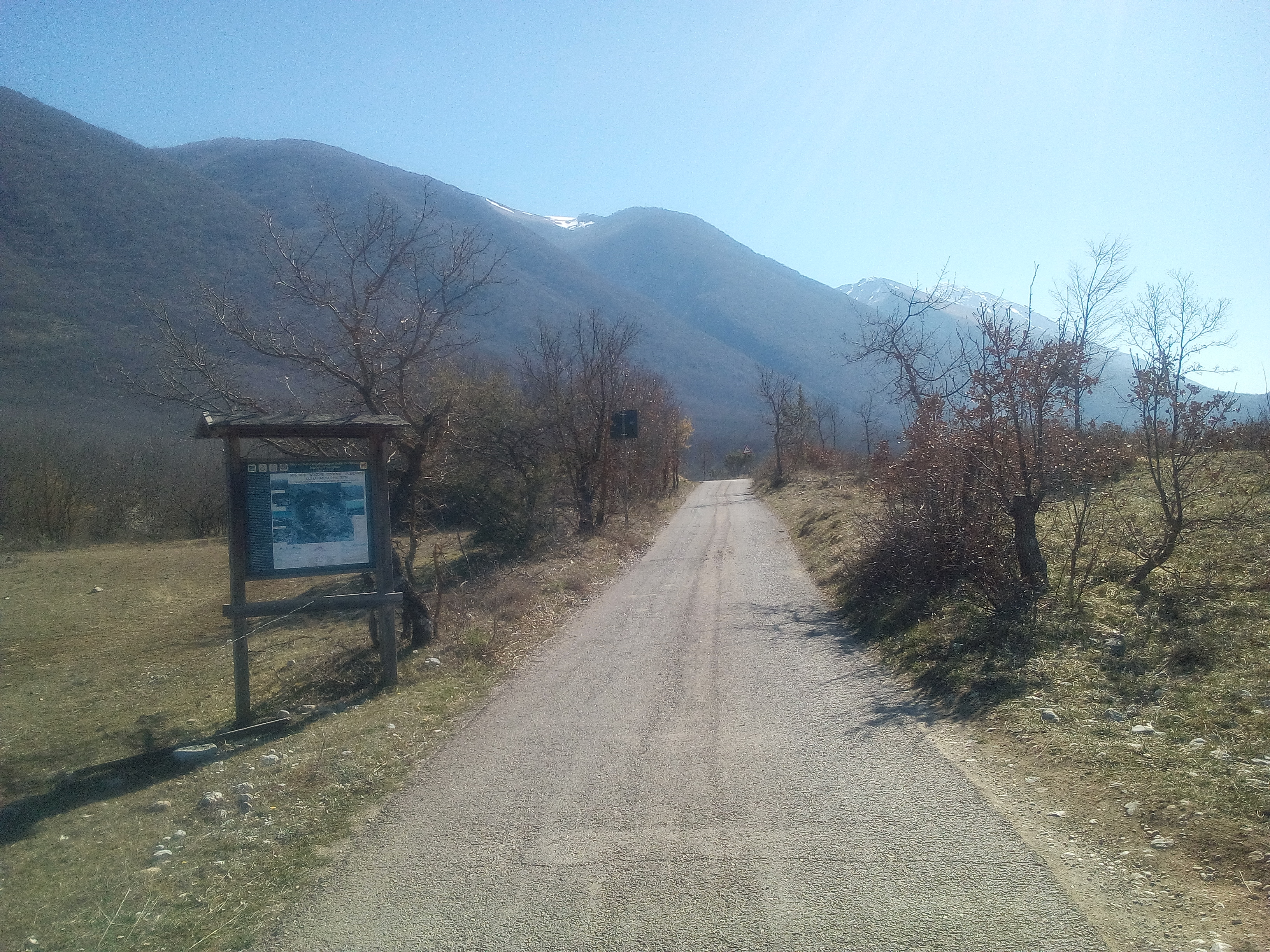
Uno degli accessi alla riserva, nei pressi di Cartore

Chi proviene da Rieti può prendere la strada a scorrimento veloce Salto-Cicolana per Borgorose e in poco più di mezz'ora arrivare a Corvaro. 
Si può accedere alla Riserva tramite due accessi principali: 
- uscendo a sinistra, dopo l'uscita autostradale Valle del Salto della A24, sulla strada che da Corvaro porta a Santa Anatolia - Torano di Borgorose, si prende la strada che conduce al borgo solitario di Cartore, punto di partenza dei principali sentieri escursionistici del versante meridionale della Riserva;
- percorrendo via dello Sport a Corvaro, salendo attraverso Valle Amara, si accede invece al settore nord-orientale della Riserva.

La parte strettamente montana della riserva è raggiungibile dal versante ovest di Cartore di Borgorose attraverso percorsi escursionistici di media lunghezza e dislivello percorrendo la Valle di Teve, il Vallone di Fua o il Vallone del Cieco oppure da Corvaro di Borgorose risalendo la Valle Amara, la Valle dell'Asino fino al Campitello e poi salendo valicando tra Punta dell'Uccettu e Monte Morrone. Dal versante est aquilano da Prato Capito sulla strada per Campo Felice attraversando il Bosco di Cerasuolo, raggiungendo il Campitello e innestandosi sull'altro tracciato oppure dal Rifugio Vincenzo Sebastiani salendo su Vena Stellante (2271 m) e scendendo poi gradualmente dal Costone.